# Marco Porcio Catón Liciniano
Marco Porcio Catón Liciniano (en latín, Marcus Porcius Cato Licinianus; c.192-152 a. C.) fue un político, militar y jurista romano del siglo II a. C.

## Biografía
Catón Liciniano fue hijo de Catón el Censor y su primera esposa, Licinia, al que se le conoce así con el fin de diferenciarlo de su medio hermano menor, Marco Porcio Catón Saloniano. Su padre le inculcó sus mismos valores tradicionales, prestando gran atención a su educación, tanto física como mental; estudió para preservar su joven mente de toda mancha inmoral. Se le enseñó a montar, nadar, luchar con la espada y, tal vez, a pesar de tener una constitución débil, fue expuesto a las vicisitudes del frío y del calor para endurecer su cuerpo. Catón el Censor no permitió que su sabio esclavo, Quilón, supervisara la educación de su hijo, y así adquiriese hábitos serviles, para lo que escribió unas lecciones de historia romana para él, en grandes letras con su propia mano, y después una especie de enciclopedia para su uso. Con dichas clases, el joven Catón se fue convirtiendo en un hombre sabio y virtuoso, de gran valía, sagaz político y valiente soldado. 
Entró en combate por primera vez en 173 a. C., en Liguria, bajo las órdenes del cónsul Marco Popilio Lenas. Siguiendo el consejo de su padre se alistó nuevamente cuando la legión a la que estaba adscrito fue puesta nuevamente en disposición de lucha para que mostrase su valor militar. También combatió contra Perseo de Macedonia en la batalla de Pidna (168 a. C.) bajo la dirección del cónsul Lucio Emilio Paulo Macedónico. Casó precisamente con Emilia Tercia, hija de Emilio Paulo y hermana de Escipión Emiliano. Tuvo varios hijos. 
A la muerte de su primera esposa, la innegable moralidad de Catón el Viejo quedó en entredicho cuando éste, a pesar de encontrarse en una edad muy avanzada, tomó una nueva esposa de entre sus esclavas con edad casadera. La elegida por el Censor fue una joven de gran belleza llamada Salonia, con la que tuvo un hijo. El primogénito de Catón, Catón Liciniano, deleznaba este acto y retiró a su padre la palabra. La enemistad entre ambas ramas de la familia de Catón seguiría a la muerte del patriarca. A pesar de que en teoría la que lo tenía más fácil para hacer historia gracias a su mayor poder económico e influencia política era la rama de los Licinianos, los que más se recuerdan son los de la rama de los Salonianos gracias a su descendiente Catón de Útica.
Murió siendo praetor designatus, aproximadamente en 152 a. C., unos años antes que su padre, que llevaba su derrota con resignación, y, en un estado de pobreza, le dio un funeral frugal.